# Găgeni (okręg Vâlcea)
Găgeni – wieś w Rumunii, w okręgu Vâlcea, w gminie Lădești. W 2011 roku liczyła 273 mieszkańców.